# Chiesa di Sant'Eufemia (Padova)
La chiesa di Sant'Eufemia ora Palazzo Mocenigo Querini era un edificio religioso di origine paleocristiana che si affacciava sulla strada (ora via) Sant'Eufemia a Padova. La chiesa rovinò durante il XIV secolo. A ricordo della chiesa rimane l'antico toponimo della strada prospiciente chiamata appunto "di Sant'Eufemia".
Sui resti della chiesa nel 1540 Antonio Mocenigo intraprese la costruzione di un grande palazzo, concluso poi dal figlio Lunardo, per il quale è documentata una consulenza tecnica di Andrea Palladio. Della chiesa rimane una parte ipogea ed il campanile, trasformato in torrazzo. Nel palazzo morì Ferdinando, ultimo duca di Mantova e nacque Ippolito Nievo. Oggi il palazzo è occupato dal collegio universitario "Lina Meneghetti"

## Storia e descrizione
Secondo la tradizione il luogo di culto dedicato ad Eufemia martire di Calcedonia, risaliva all'epoca di Prosdocimo primo vescovo di Padova. I ritrovamenti archeologici confermano che la chiesa si principiò sul luogo di un hospitium del III secolo forse già domus nel I secolo (ipotesi mossa da Cesira Gasparotto). Citata nel 1091 non compare nell'elenco delle chiese parrocchiali del 1308. Nel 1440 la chiesa era probabilmente in stato di rudere tanto che l'Ongarello ne notò solo il campanile. La chiesa aveva l'abside orientato a settentrione che comportò il sinuoso andamento della strada. Carlo Frison (1992) ipotizzò una similanza tra l'antico edificio padovano e la primitiva basilica di Santa Croce in Gerusalemme a Roma.
Sopra i resti della chiesa Antonio Mocenigo fece costruire nel 1540 un grande palazzo su progetto di Agostino Righetti: questo edificio rispettò i resti della chiesa che vennero inglobati nei piani interrati poi in parte convertiti a cappella, a riverenza del primitivo sacro luogo di cui si conservarono alcune pareti e colonne, ancora visibili. Nel 1557 il figlio di Antonio, Lunardo Mocenigo, fece subentrare nel cantiere Andrea Palladio che lo portò a compimento. Nel 1619, i Mocenigo cedettero l'intero complesso al veneziano Vincenzo Belloni. Belloni, aggregato al patriziato nel 1647, avviò una nuova fase di lavori nel Palazzo, creando tre ampi appartamenti sovrapposti con numerose stanze, gallerie coperte da travi di legno o volte affrescate e camini in marmo. Al XVI e XVII secolo risalgono anche le decorazioni presenti nel palazzo. A metà cinquecento venne decorata l'ala sud da Giovanni Battista Zelotti, affiancato con probabilità dallo specialista in grottesche Eliodoro Forbicini e da Benedetto Caliari. A metà del seicento, invece, venne decorata l'ala nord dal pittore fiammingo Daniel van den Dyck, con Pietro Ricchi e il poco conosciuto Giovanni Battista Accolla. Dopo l'estinzione della linea maschile dei Belloni nel 1673, il palazzo passò ai Battaglia, un'altra famiglia patrizia veneziana che trasformò ulteriormente il palazzo fra sette e ottocento. In quel periodo il Palazzo si legò anche a due figure note. Il 5 luglio 1708 morì nel palazzo Ferdinando Carlo di Gonzaga-Nevers ultimo duca di Mantova, poi sepolto nella chiesa di San Francesco Grande. Il 30 novembre 1831 nacque nel palazzo lo scrittore Ippolito Nievo.
In due acquisti effettuati nel 1955 e 1962 il palazzo è stato acquisito dall'Università di Padova che l'ha trasformato nel collegio universitario femminile "Lina Meneghetti" su progetto di Daniele Calabi e Giulio Brunetta. Più tardi trasferito all'ESU e chiuso a seguito del terremoto del 2012, il collegio è oggi in ristrutturazione.